# Feketehomlokú mézmadár

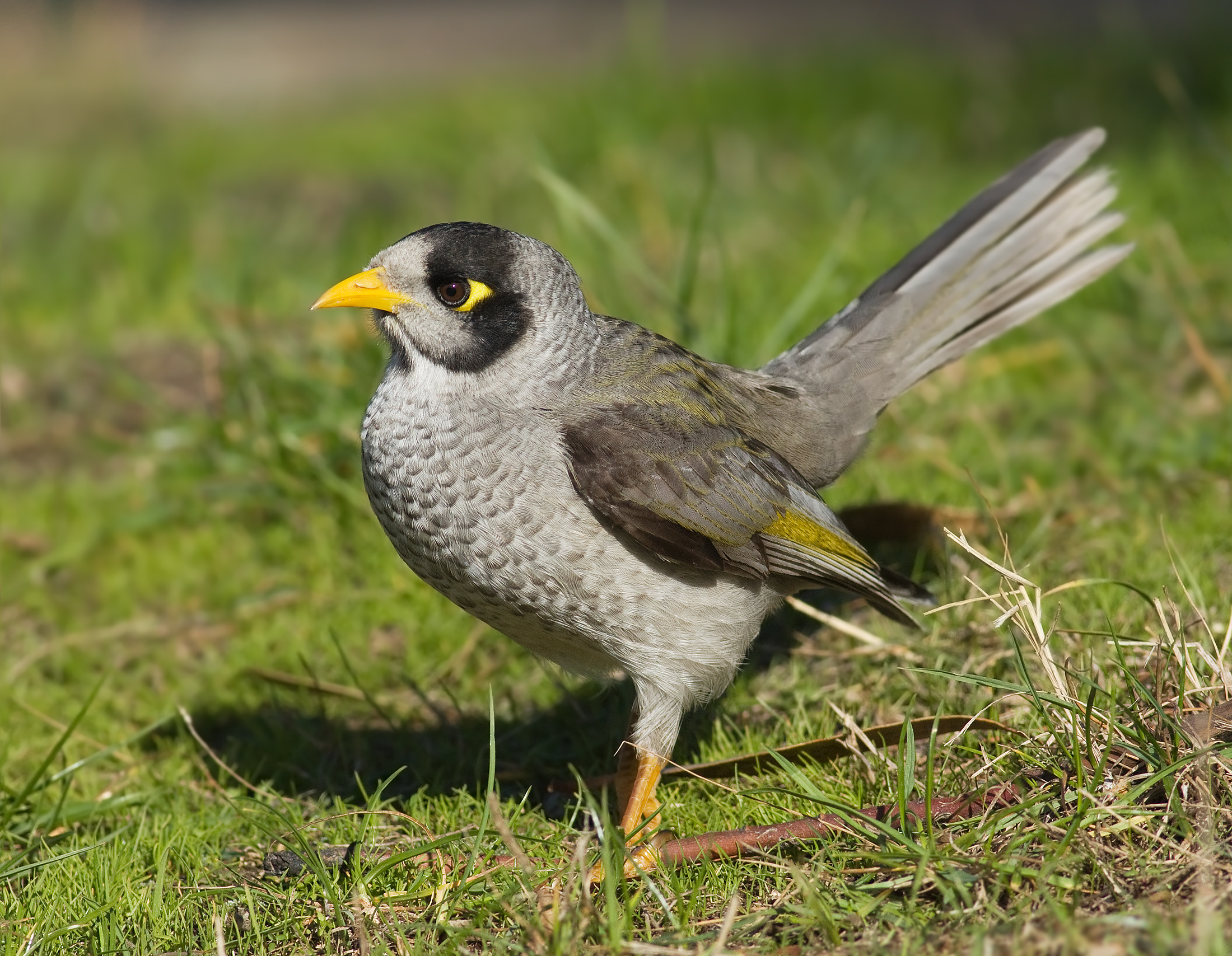

A feketehomlokú mézmadár (Manorina melanocephala) a madarak osztályának a verébalakúak (Passeriformes) rendjébe, ezen belül a mézevőfélék (Meliphagidae) családjába tartozó faj.

## Előfordulása
Ausztrália  keleti részén elterjedt faj, Queensland északi részétől Ausztrália teljes keleti partvidékén előfordul egészen Dél-Ausztrália állam déli részéig, továbbá Tasmania szigetén is honos.
Száraz erdők, eukaliptuszerdők, bozótos vidékek lakója, de mezőgazdasági területeken is előfordul.

## Megjelenése
Átlagos testhossza 25-28 centiméter. Háta és feje egyszínű szürkésbarna, erős szárnyai szürkék sárgás mintázattal. Hasa krémszínű, a szeme körüli csupasz bőrfelület, csőre és lábai is sárgák. Jellegzetes bélyege sötét arcmaszkja.

## Életmódja
Kis kolóniákban él a facsoportokkal tarkított nyílt térségekben. Mint minden mézevő faj ideje java részét a fák lombkoronájában tölti. Eleségét elsősorban a talajon gyűjti, ahol rovarokat és magvakat szegedet fel. Táplálékot keres azonban a fákon is, ahol virágokból kiszívja a nektárt, közben repülő rovarokat is fog, ezen kívül pókokat és egyéb ízeltlábúakat is fogyaszt, melyeket a fák törzsén és ágain fog el. Gyümölcsöt is fogyaszt. Táplálékkeresés közben messzire elkóborol a pihenőhelyétől. Agresszív madarak, sokat veszekednek a kolónián belül is és harciasan viselkedik más fajokkal szemben is. Előfordul, hogy az egész kolónia együttesen rátámad a ragadozókra és a kisebb fajokat el is tudják kergetni.

## Szaporodása
A költési időszak júliustól decemberig tart. Fészke száraz fűből, apró ágakból és fakéregből készül, az egészet pókháló tartja össze. A fészek belsejét gyapjúval vagy tollakkal béleli. Fészkét fák ágaira, többnyire igen magasra építi.
A tojó általában 2-3 tojást rak, amelyeket 14-16 nap alatt költ ki. A fiókákat az  előző fészekalj fiatal madarai is segítenek felnevelni.